# Либфраумильх

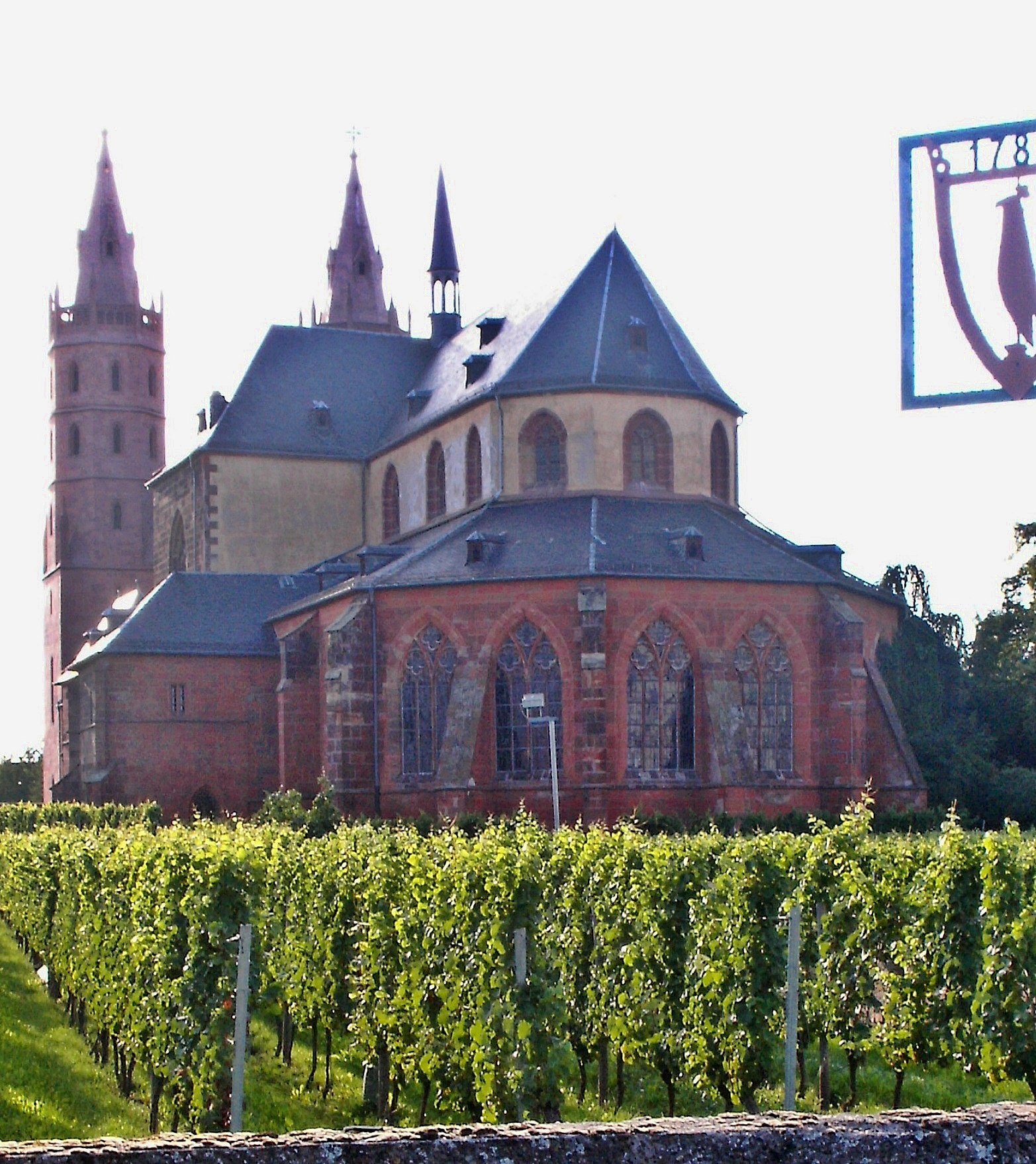
Виноградники рядом с вормсской церковью Фрауэнкирхе

Либфраумильх (также либфрауэнмильх; нем. Liebfrau(еn)milch) — полусладкое белое немецкое вино, которое производится (в основном на экспорт) в регионах Рейнгессен, Пфальц, Рейнгау и Наэ. Во второй половине XX века в огромных количествах экспортировалось в англоязычные страны (см. «Блю Нан»).
Название вина буквально означает «молоко любимой женщины», под которой понимается Дева Мария. Оригинальное немецкое написание слова Liebfrauenmilch было дано в XVIII веке вину, произведённому из виноградников церкви Девы Марии в Вормсе. Написание Liebfraumilch чаще встречается на этикетках экспортированного вина.
Типовая этикетка «Либфраумильх» (изображающая Мадонну с младенцем) обычно используется для продажи марочного вина, происходящего из любого места наиболее крупных винодельческих областей Германии, за исключением Мозеля. За годы массового экспорта «Либфраумильх» стал ассоциироваться за пределами Германии с дешёвым сладковатым вином невысокого качества.
Немецкое законодательство относит «Либфраумильх» к третьму рангу (из четырёх) в соответствии с Qualitätswein bestimmter Anbaugebiete (QbA). Сырье должно происходить из винодельческих регионов Рейнгессен, Пфальц, Наэ или Рейнгау и по меньшей мере на 70 % состоять из винограда сортов рислинг, сильванер, мюллер-тургау или кернер. Вино должно содержать 18—40 г/л остаточного сахара. 
Германия также производит полусладкие и сладкие вина, которые относятся к числу самых дорогих в мире и могут быть приобретены только на аукционе (см. вина с предикатом).